# Eric Kwekeu
Eric Kwekeu (Yaoundé, 11 marzo 1980) è un calciatore camerunese, portiere del Sapins.